# Sjöviksvägen, Växjö kommun
Sjöviksvägen är en bebyggelse vid vägen med samma namn i Gårdsby socken i Växjö kommun i Kronobergs län. SCB avgränsade här en småort 2020.